# 解思明
解思明（？—345年），五胡十六国時代成漢官员，巴西郡人。
解思明初任大成国漢王李寿的長史。漢興元年（338年）李寿与皇帝李期相抗，李寿命解思明与羅恒秘密商议进攻成都，归順东晋。李寿攻克成都，解思明劝李寿自称镇西将军、益州牧、成都王，向東晋称藩。任调、蔡兴、李艳劝李寿自己称帝。李寿令人为此占筮，占者说：“可以当数年天子。”任調高兴地说：“一日天子便可满足，何况数年天子。”解思明说：“数年間天子，怎比得上百世諸侯？”李寿说：“「朝聞道，夕死可矣。任侯之言为上策」。李寿即皇帝位，解思明作为謀主被任命为广汉郡太守。
漢興二年（339年）九月，李寿病重，解思明和羅恒论议奉東晋为正朔，李寿不听。李演上書请求李寿取消帝位称王，李寿大怒将他殺害，并威胁解思明不要再说这件事。
后赵石虎致函李寿，提议共同征伐东晋，分治天下。李寿大喜，开始建造战船，整备军队，准备军粮。任命尚書令馬当为六軍都督，赐其假節，统领七万精兵沿长江进军。当大军经过成都时，李寿登上城楼检阅，解思明劝谏说：“我国国小，军弱，吴、会稽相距遥远，地势险恶，想要图谋不易。”李寿停止攻伐江南的举动，士卒们都山呼万岁。
漢興六年（343年）八月，李寿驾崩，其子李勢继任。
太和二年（345年）八月，李勢没有儿子，其弟大将军李广请求让自己当皇太弟，李势不同意。马当、解思明劝谏说：“陛下兄弟不多，如果再要疏远，宗庙将更加孤弱危险。”坚决请求立李广为皇太弟。李势怀疑他们和李广有通谋，拘捕马当、解思明。解思明叹息说：「国家没有灭亡，正因有我等在。现在却危险了」 。解思明、马当很快被处死，夷灭三族。处决时，解思明谈笑自若。
解思明有智慧、谋略，敢于直言谏诤。他死后，士民们无不哀悼。此事之后，没有人敢于劝谏君主。